# Meconopsis rudis
Meconopsis rudis là một loài thực vật có hoa trong họ Anh túc. Loài này được (Prain) Prain mô tả khoa học đầu tiên năm 1906.